# 楊澄源
杨澄源（1890年—1970年），原名恩玺，字龙泉，山西省襄陵县贾庄村人，国民革命军上将、军长、集团军总司令。

## 生平
父亲杨凌云为廪生。杨澄源兄弟六人，行二。
1906年从太原陆军小学毕业，1908年入北京清河陆军中学，1909年赴日本留学东京振武学校。1911年回国参加武昌起义，1912年入保定军官学校。后入日本士官学校工兵科，1916年毕业。任山西省军士教导团工兵科负责人。历任第三混成旅工兵营长、1925年扩大为工兵团长、1926年工兵司令部司令，辖工兵团与交通大队。1928年工兵团撤销，成立7个工兵营。1929年撤销工兵司令部，转任军官教导团团长。1929年冬转任保安第二队司令，每队辖3个旅6个团，干部由军官教导团选用。1930年改为第十六军任军长，开赴濮阳掩护晋军撤退。1930年底开赴临汾，与关福安的第7军并编，任晋南35县守备司令，总揽军政大权。1931年春改编为第69师任师长，辖郭宗汾、梁鉴堂、刘光斗旅。1933年以兵代工修筑南同蒲铁路，至1936年建成。
抗战爆发后，第69师改编为第三十四军，自晋南开赴雁北应县、浑源、繁峙作战，分割建制，郭宗汾旅编为孙楚第三十三军第71师。姜玉贞第196旅拨归第三十四军。平型关战役中，第三十四军部署在茹越口当面，左邻为雁门关的王靖国第十九军，右邻为北楼口当面李俊功第101师（守卫小石口）。
太原失守后，晋军向临汾大溃退，前无开路之工兵，后无断路之工兵。阎锡山指示楊澄源在临汾为各师训练工兵干部（一个月完成地雷爆破训练），为第二战区司令长官部编训工兵团与技术兵团（该2团干部始终未到）。临汾陷落，移驻乡宁的关王庙，驻训一年。1938年秋被第二战区司令长官阎锡山派往五台县统领晋东北晋绥军：金宪章新二师（5个团）保安司令部郭如拙（3个团）、阎俞丰部、程琮之保安团、侯肇新部游击支队、董恩贤游击支队驻盂县。
根据武汉会战后第一次南岳军事会议和武功军事会议决定，国军各战区大力开展敌后游击战争。为此1939年4月阎锡山指示成立山西省政府第一至第四游击区行署，分驻晋东北、晋西北、晋东南、晋西南。1939年5月，楊澄源不再担任第三十四军军长，改任山西省保安副总司令（总司令为赵承绶驻晋西北兴县）兼山西省政府第一游击区行署主任，新二师受山西省保安司令部指挥，保安队大部及侯肇新部游击支队、董恩贤游击支队归宋劭文另行整编，保安队另一部拨给山西省第十行政区督察专员公署专员兼保安司令白志沂整编。
晋西事变发生后，1940年初新二师奉阎锡山之命调往晋西南与第二战区主力会合，行进到晋中榆社地区越过正太路时，被日军击溃。“金看到依靠阎锡山没有前途，即率残部跑到河北省投入国军朱怀冰部，1940年又经垣曲过河到河南，投归卫立煌部。”。1940年初楊澄源带保安队一部通过同蒲铁路，沿汾河右岸，损失全部装备，逃回乡宁的关王庙的二战区工兵司令部。不久阎锡山下令撤销工兵司令部。楊澄源长期闲居关王庙。1941年秋被阎锡山调克难坡担任第二战区司令长官部总参赞。后任晋西地区领导组主任，领导隰县、大宁、蒲县、永和、石楼等5县保安武装。1946年冬在隰县为共军俘虏。1948年受共产党派遣入太原劝降阎锡山，被以叛国投敌罪将押解南京。1949年4月南京解放后获释。定居北京。1955年返回太原，特邀为山西省人民政府参事，山西省政协委员。